# Důkaz rozborem případů
Důkaz rozborem případů neboli dokonalá indukce nebo důkaz hrubou silou je metoda matematického důkazu založená na tom, že dokazované tvrzení se rozpadne na konečný počet dílčích případů a důkaz je podán zvlášť pro každý z těchto dílčích případů. Důkaz tedy sestává ze dvou fází:
1. Dokáže se, že seznam dílčích případů je vyčerpávající, tedy že každá instance tvrzení se dá zahrnout aspoň do jednoho z nich.
2. Pro každý z dílčích případů se zvlášť provede důkaz tvrzení.

Příklad: Dokažme tvrzení
Je-li číslo m třetí mocninou nějakého přirozeného čísla, pak se neliší o víc než o jednu od nějakého přirozeného násobku devíti.
Označme jako n přirozené číslo, jehož je m třetí mocninou. Každé n je buď a) samo násobkem tří, nebo b) je o jednu vyšší než nějaký přirozený násobek tří, nebo konečně c) je o jednu nižší než nějaký přirozený násobek tří. Tyto tři kategorie odpovídají třem možným zbytkům po dělení přirozeného čísla třemi, tedy 0, 1 a 2, takže pokrývají všechny možnosti. Pro každou z těchto tří kategorií n zvlášť dokážeme uvedené tvrzení.
a) Je-li n násobkem tří, lze ho napsat jako 3p, a pak n3 = 27p3, což je přímo dělitelné devíti.
b) Je-li n = 3p + 1, tak podle binomické věty n3 = 27p3 + 27p2 + 9p + 1, což je o jednu vyšší než násobek devíti 27p3 + 27p2 + 9p.
c) Je-li n = 3p − 1, tak podobně n3 = 27p3 − 27p2 + 9p − 1, což je o jednu menší než násobek devíti.
Protože tvrzení platí pro všechny možné tři typy n, z nichž m mohlo vzniknout umocněním na třetí, musí platit obecně, a tím je dokázáno.